# Stylapterus
Stylapterus es un género con ocho especies de plantas de flores perteneciente a la familia Penaeaceae. 

## Especies seleccionadas
- Stylapterus barbatus
- Stylapterus candolleanus
- Stylapterus dubius
- Stylapterus ericifolius
- Stylapterus ericoides
- Stylapterus fruticulosus
- Stylapterus micranthus
- Stylapterus sulcatus

- Datos: Q5792755
- Multimedia: Stylapterus / Q5792755
- Especies: Stylapterus